# Bagnolo Piemonte
Bagnolo Piemonte är en ort och kommun i provinsen Cuneo i regionen Piemonte i Italien. Kommunen hade 5 953 invånare (2018).